# 布賴滕施泰因山

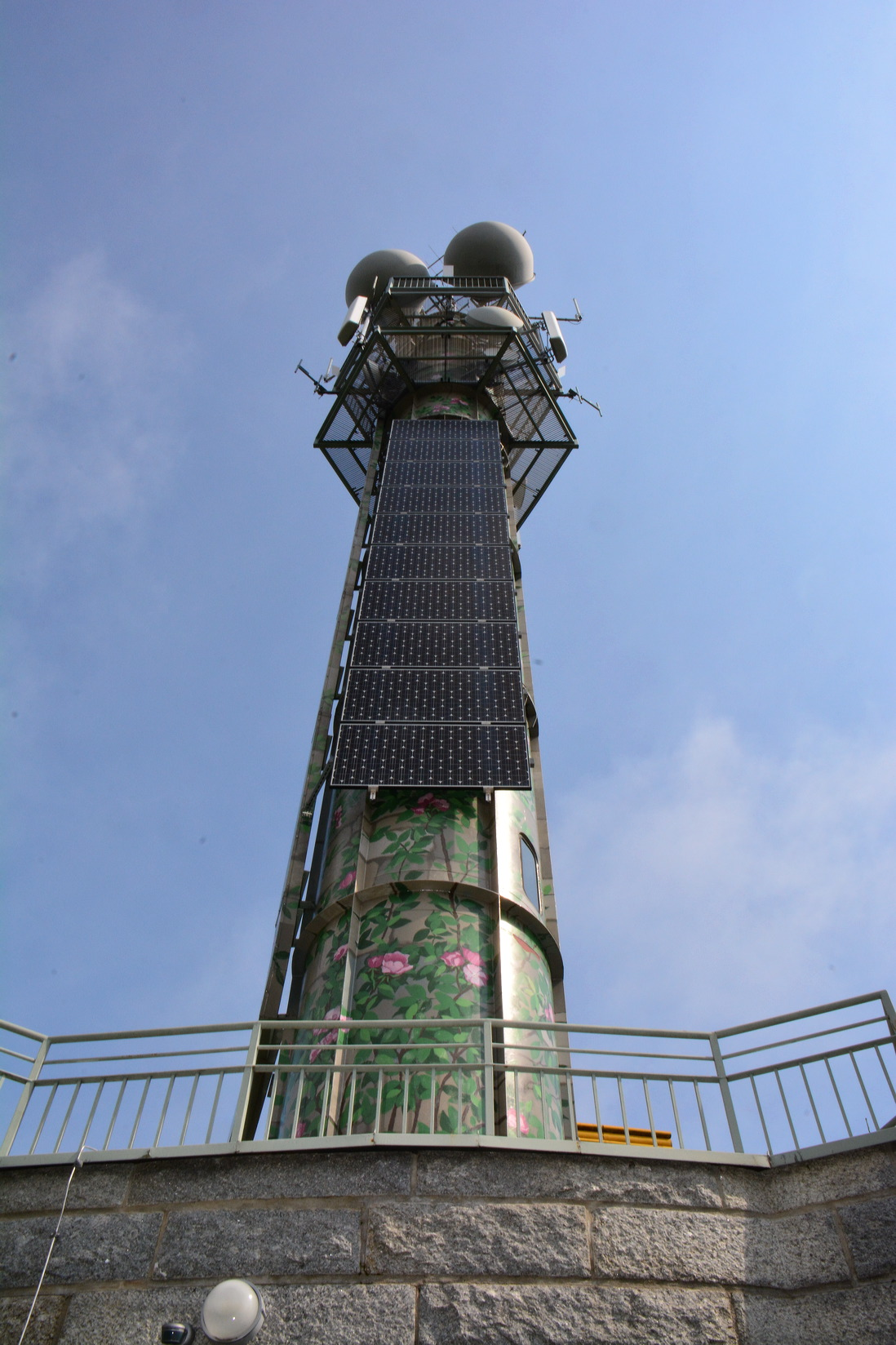

48°24′55″N 14°16′27″E / 48.415315°N 14.274251°E
布賴滕施泰因山（德語：Breitenstein），是奧地利的山峰，位於該國北部，由上奧地利州負責管轄，屬於波希米亞林山的一部分，距離施滕施泰因山17公里，海拔高度956米。